# Фергюсон, Тони
Э́нтони Арма́нд Фе́ргюсон Падилья (англ. Anthony Armand Ferguson Padilla; род. 12 февраля 1984 год, Окснард, Калифорния, США) — американский боец смешанного стиля.
Известен по участию в UFC в лёгкой и полусредней весовой категории с 2011 по 2025 год, где был финалистом 13-го сезона The Ultimate Fighter а также является бывшим временным чемпионом UFC в лёгком весе.
В ноябре 2017 занимал 9 строчку официального рейтинга UFC среди лучших бойцов независимо от весовой категории (англ. pound-for-pound) на май 2020 занимал 1 строчку рейтинга UFC в лёгком весе.. Бывший чемпион PureCombat в полусреднем весе. На данный момент Тони дебютирует в боксе на турнире MF & DAZN X Series 22: Ring of Thrones за титул временного чемпиона MFB.

## Ранняя жизнь и образование
Фергюсон родился в Окснарде 12 февраля 1984 года, но вырос в Маскегоне, Мичиган. Тони мексиканского происхождения, а его фамилия Фергюсон происходит от имени его отчима шотландского происхождения.
Фергюсон занимался тремя видами спорта в Центральной католической средней школе Маскегона: американский футбол, бейсбол и борьба . Он был стартовым защитником чемпионов штата по футболу в 8-м дивизионе 2000 года и трижды участвовал в отборе от штата по борьбе, выиграв дивизионк до 152 фунтов в 2002 году.
После окончания школы Фергюсон поступил в Университет Центрального Мичигана, а затем перешел в Государственный университет Гранд-Вэлли. Он также работал в Общественном колледже Маскегона. Он не получил образование, но сделал успешную карьеру студенческого борца, выиграв в 2006 году национальный чемпионат Национальной ассоциации студенческой борьбы по борьбе в весовой категории до 165 фунтов.
После окончания колледжа Фергюсон вернулся в Калифорнию, чтобы быть ближе к своей большой семье, днем работая в сфере маркетинга и продаж, а по ночам работая барменом. Однажды вечером, работая в баре, посетитель заметил сломанные уши Фергюсона, и завел разговор о его борцовском прошлом. Тот человек был тренером в местном зале ММА и пригласил его поработать с некоторыми молодыми бойцами смешанных единоборств. Вскоре после этого он решил продолжить профессиональную карьеру в смешанных единоборствах (ММА).

## Личная жизнь
У Фергюсона двое сыновей от жены Кристины Фергюсон. В марте 2019 года Кристина подала в суд на Тони, заявив о странном поведении, это было что то похожее на тяжёлую паранойю, он не спал в течение нескольких дней, разрушил домашний камин, и был уверен в том, что чип для слежки был вставлен в его ногу во время операции на колене. Кристина не заявляла о физическом насилии и подала в суд в качестве меры предосторожности, чтобы помочь ему справиться с его психическим состоянием. К апрелю 2019 года она отказалась от заявления в суд, так как Фергюсон улучшился по психологическому состоянию и возобновил тренировки по ММА.
Рано утром 7 мая 2023 года Фергюсон был арестован в Голливуде, и обвинен в вождении в нетрезвом виде после того, как врезался своим пикапом в два других автомобиля возле ночного клуба, в результате чего его грузовик перевернулся. Он был взят под стражу и доставлен в полицейский участок Лос-Анджелеса, где на Тони был установлен залог в размере 30 000 долларов. Позже он был освобожден и остался под домашним арестом.

## Стиль боя
Тони Фергюсон известен своим уникальным нетрадиционным бойцовским стилем. Его выделяют за универсальность, выносливость, использование локтей и коленей и эффективное удушение Д'арсе. На пике формы он шёл на серии из 12 побед подряд, второй в истории лёгкого веса Ultimate Fighting Championship (делит вместе с Хабибом Нурмагомедовым) а также владел поясом временного чемпиона Ultimate Fighting Championship в лёгкой весовой категории. Его техника совмещает в себе навыки из вольной борьбы которой он занимался в университете, бокса, тайского бокса, бразильского джиу-джитсу в котором он имеет чёрный пояс от Эдди Браво и Вин-Чун.

## Публичное появление и культурное влияние
Фергюсон известен как одна из самых эксцентричных личностей ММА. Он сконструировал свой собственный тренажёрный зал в своем доме в Биг-Бэар-Лейк, Калифорния, и регулярно публикует видео своих уникальных тренировок на своей личной странице в Instagram. Очень часто тренируется на манекенн Вин Чун, набивает удары руками и ногами об металлические столбы для укрепления костей, занимается бросанием бейсбольных мячей с насыпи питчера для увеличения силы для ударов правой рукой, балансирует на спортивном мяче, и делает сальто, перепрыгивает через высокие стопки спортивных матов. Многие люди, в том числе и бойцы, регулярно комментировали эти нестандартные упражнения, и многие другие бойцы, такие как Белал Мухаммад и Шон О'Мэлли даже пародировали тренировочные видео Фергюсона на своих личных страницах в социальных сетях.
Фергюсон написал в своем аккаунте в Твиттере, что избегает спаррингов на тренировках, поскольку «считает, что они ограничивают его творческие способности» во время боя.

## Биография
Фергюсон вырос в Маскигоне, штат Мичиган, имеет мексиканское происхождение. Фамилия Фергюсон досталась ему от его шотландско-американского отчима. Будучи уроженцем Южной Калифорнии, проживающим в маленьком городке Среднего Запада, отец Фергюсона ввёл его в спорт в юном возрасте, чтобы помочь ему подружиться и войти в его новое окружение.
После окончания средней школы Фергюсон поступил в Центральный Мичиганский университет, затем перешёл в Университет штата Гранд-Вэлли. Он также занимался обучением в колледже Маскигона. Он не закончил обучение, но успел добиться успеха в вольной борьбе, дважды став чемпионом NCWA в 2002 году в весовой категории до 68,4 кг; в 2006 году в весовой категории до 74,3 кг.
Фергюсон вернулся в Калифорнию, чтобы быть ближе к своей большой семье, занимаясь маркетингом и продажами в течение дня и работая посменно в качестве бармена в ночное время. Однажды ночью, когда он работал в баре, он разговорился со своим знакомым по борьбе, и тот предложил ему преподавать борьбу молодым бойцам, занимавшимся ММА. В 2008 году Тони сам решил начать карьеру в смешанных единоборствах.

## Карьера в смешанных единоборствах

### The Ultimate Fighter 13
Фергюсон подписал контракт с UFC в 2011 году, чтобы принять участие в шоу The Ultimate Fighter 13
Фергюсон был выбран под третьим номером в команду Леснара и под пятым в общем зачёте. Первым боем Фергюсона стал поединок с Джастином Эдвардсом. В ходе боя Джастин повалил на настил Фергюсона, который при этом не успел закрыть гард. Когда Джастин решил встать, Тони из положения лёжа нанёс своему оппоненту удар пяткой в челюсть, отправив его в нокаут. Позже этот удар стал одним из узнаваемых приёмов Фергюсона.
В четвертьфинале Фергюсон одолел Райана Макгилливрая, нокаутировав его апперкотом. В полуфинале Фергюсон встретился с Чаком О’Ниллом, которого также одолел техническим нокаутом в третьем раунде, что позволило ему выйти в финал против Рамзи Ниджема

### Ultimate Fighting Championship
Фергюсон официально дебютировал в UFC на турнире The Ultimate Fighter 13 Finale против Рамзи Ниджема.
Тони победил Ниджема нокаутом в первом раунде, став победителем сезона Ultimate Fighter и получив бонус «Нокаут вечера».
24 сентября 2011 года на турнире UFC 135. Фергюсон провёл бой с Аароном Райли в лёгком весе. В начале боя Фергюсон выбросил сильный апперкот левой, что позволило ему доминировать в оставшихся двух минутах раунда. Сразу после окончания первого раунда у Райли был выявлен перелом челюсти, в результате чего Фергюсону была присуждена победа техническим нокаутом.
3 декабря 2011 года в финале The Ultimate Fighter 14 Фергюсон встретился с Ивом Эдвардсом, выиграв бой единогласным решением. Ожидалось, что Фергюсон выступит против Денниса Холлмана 5 мая 2012 года на турнире UFC on Fox 3. Однако Холлман был травмирован и заменён Тиагу Таварисом. Но вскоре Таварес тоже получил травму и был заменён Майклом Джонсоном. Фергюсон проиграл Джонсону единогласным решением.
19 октября 2013 года на турнире UFC 166. Фергюсон провёл бой против Майка Рио, одолев его удушающим приёмом в первом раунде. Победа также принесла ему бонус «Удушающий приём вечера».
24 мая 2014 года на UFC 173 состоялся поединок Фергюсона с Кацунори Кикуно. Он выиграл бой нокаутом в первом раунде.
Затем должен был последовать бой против Дэнни Кастильо на UFC 176. Однако после отмены UFC 176 Кастильо/Фергюсон был перенесён на 30 августа 2014 года на UFC 177. Фергюсон выиграл бой раздельным решением.
6 декабря 2014 года в UFC 181. Фергюсон встретился с Абелем Трухильо . Проиграв первый раунд, Фергюсон собрался, чтобы выиграть бой во втором раунде удушением.
Ожидалось, что Фергюсон сразится с Янси Медейросом 28 февраля 2015 года в UFC 184. Однако Медейрос выбыл из-за травмы и был заменён Глейсоном Тибау. Фергюсон выиграл бой в первом раунде, также заработав бонус «Выступление вечера».
15 июля 2015 года на UFC Fight Night 71. Фергюсон доминировал все 3 раунда и победил Джоша Томсона единогласным решением и получил второй бонус «Выступление вечера» в своей карьере.
На The Ultimate Fighter 22, который должен был проведён в декабре 2015 года, ожидался бой Фергюсона с Хабибом Нурмагомедовым. В итоге, Нурмагомедов снялся с боя в конце октября, сославшись на травму, и его заменил Эдсон Барбоза. После примерно равного первого раунда, в котором Фергюсон был оштрафован на одно очко за запрещённый удар ногой в партере, Фергюсон финишировал Барбозу удушением д’Арсе во втором раунде. За этот бой он получил третий подряд бонус «Выступление вечера» от промоушена, а также оба участники были вознаграждены бонусом «Бой вечера».
Реванш с Майклом Джонсоном был намечен на 5 марта 2016 года на UFC 196. Однако 27 января было объявлено, что Джонсон отказался от боя из-за травмы. В свою очередь, бой с Нурмагомедовым был перенесён и ожидался 16 апреля 2016 года в UFC на Fox 19. Впоследствии, 5 апреля, Фергюсон снялся с боя из-за проблемы с лёгкими. Его заменил Даррелл Хорчер.
Ожидалось, что Фергюсон выйдет против Майкла Кьезы 13 июля 2016 года на турнире UFC Fight Night 91. Тем не менее, Кьеза выбыл из боя 27 июня из-за травмы и был заменён перспективным новичком Ландо Ваннатой. В ходе первого раунда Фергюсон побывал в нокдауне и был близок к проигрышу, но в итоге всё же сумел одержать победу над уставшим Ваннатой по ходу второго раунда удушающим приёмом. Оба участника были награждены бонусом «Бой вечера».
5 августа 2016 года Фергюсон выступил против бывшего чемпиона Рафаэлая дус Анжуса в финале The Ultimate Fighter Latin America 3. После проигранного первого раунда, Тони собрался и доминировал все 4 раунда, и выиграл бой единогласным решением судей. Оба участника были награждены бонусом «Бой вечера».
Бой с Нурмагомедовым был запланирован в третий раз на UFC 209, в этот раз за титул временного чемпиона UFC в лёгком весе. Однако незадолго до церемонии взвешивания Нурмагомедов был госпитализирован из-за проблем со сгонкой веса, и бой снова был отменён.
В случае чего, на UFC 216. был запланирован поединок Тони Фергюсона и Кевина ли за титул временного чемпиона. Фергюсон встретился с перспективным бойцом как Кевин ли, который шёл на серии из 5 побед. Фергюсон проиграл первый раунд, но со второго раунда Тони изменил ход боя. В третьем раунде, Кевин сумел перевести бой в партер, но будучи уставшим, Кевин был задушен треугольником, и Фергюсон завоевал титул временного чемпиона UFC. В четвёртый раз, при попытке встретиться с Хабибом Нурмагомедовым на UFC 223, Тони Фергюсон за неделю до боя травмировал колено, и был вынужден сняться с турнира, после чего был лишён титула.
В 2018 году Фергюсон объявил о том, что полностью восстановился после операций на колене и планирует сразиться на UFC 229 с Энтони Петтисом. Во втором раунде Фергюсон, будучи в нокдауне, смог восстановиться и переломить ход поединка. Бой был остановлен из-за перелома руки Энтони, а Фергюсону присуждена победа техническим нокаутом. Позже данный поединок был признан «Лучшим боем года».
Ожидалось, что Фергюсон встретится с Максом Холлоуэем за титул временного чемпиона в лёгком весе на UFC 236, но по семейным обстоятельствам не смог принять этот бой. Позже на замену ему вышел американец Дастин Пуарье, который победил в том бою единогласным решением судей.
В мае 2019 ходили слухи о том, что Фергюсон встретится за статус главного претендента в лёгком весе с ветераном Дональдом Серроне на UFC 238, вскоре об этом было официально объявлено. Первый раунд оба бойца провели на равных, но во втором раунде Фергюсон за счёт своего прессинга перебивал Дональда. В перерыве перед третьим раундом врачи остановили бой из-за травмы глаза Серроне, в результате чего Тони Фергюсон был объявлен победителем. Также бой был признан «Лучшим боем вечера».
9 мая 2020 года в рамках турнира UFC 249 встретился в бою за титул временного чемпиона в лёгком весе против Джастина Гейджи, после того, как их титульный бой с Нурмагомедовым отменили из-за невозможности выезда дагестанского спортсмена из России ввиду пандемии.
Первый раунд бойцы провели на равных, но во втором раунде, Гейджи начал хорошо попадать по Тони, но в конце раунда, Тони отправил соперника в нокдаун апперкотом, но прозвучал гонг. В третьем раунде Гейджи начал в несколько раз перебивать Фергюсона. В четвёртом раунде Гейджи продолжал доминировать в стойке, разбивая лицо и ноги Фергюсону, который уже с трудом скрывал полученный ущерб. На пятый раунд Тони вышел разбитым, но по-прежнему верил в свой шанс ухватиться на победу. Развязка наступила в конце раунда, когда Тони, после очередного пропущенного удара, внезапно попятился назад от боли и потрясения. Рефери остановил бой и зафиксировал победу Гейджи техническим нокаутом. Так прервалась самая длительная победная серия в лёгком весе (12
побед подряд). Причинами поражения Тони назвал длительную подготовку к абсолютно другому по стилю Нурмагомедову. Оба бойца были вознаграждены бонусом «Боем вечера».
12 декабря 2020 года на турнире UFC 256 Фергюсон встретился с бразильцем Чарльзом Оливейрой. В первом раунде Оливейра начал прессинговать, но Тони сумел дать отпор, и перебивал Бразильца, после чего, Оливейра переводит бой в партер, и доминирует всё время, за 10 секунд до гонга, Оливейра выходит на Армбар, но Фергюсон был вынужден не сдаваться. Два оставшихся раунда, Оливейра доминировал в партере. Вскоре чего, все трое судей отдали победу единогласным решением бразильцу.
16 мая 2021 года, Фергюсон был намерен вернуться на победную тропу, на UFC 262 он встретился с Бенеилом Дариюшем Первый раунд Иранец доминировал в стойке, после чего, решает перевести бой в партер, где также доминировал. Во втором раунде, Фергюсон вышел на удушение Д`арсе, но Иранец пережил этот момент, после чего, Фергюсон сам попадается на болевой на ногу, но сумел не сдаться, Фергюсон нанёс пару плотных ударов по корпусу Дариюша, и Иранец отпустил ногу Фергюсона из болевого. Третий раунд полностью прошёл в партере. По итогам всех 3 раундов, все трое судей отдали победу Дариюшу. После боя бывший боец UFC и комментатор Даниэль Кормье заявил, что «Фергюсон закончился как боец мирового уровня».
7 мая 2022 года на UFC 274 Тони встретился с Майклом Чендлером.
В первом раунде Тони выглядел очень хорошо, он шёл вперёд и даже отправил Майкла в нокдаун, это была явная доминация в стойке от Тони, после неудачи в стойке, Майкл решил перевести бой в партер, но успехов там не нашёл, по судейским карточкам, все трое судей отдали этот раунд Тони.
Но в начале второго раунда, Чендлер выбросил очень тяжёлый фронт-кик, и Фергюсон упал в глухой нокаут. Это стало четвёртым поражением подряд для Тони, а также первым поражением нокаутом за всю карьеру.
Фергюсон вернулся в полусредний вес, чтобы встретиться с Ли Джинлиангом 10 сентября 2022 года в соглавном событии турнира UFC 279.
Но из-за того что Хамзат Чимаев не сделал вес, Диаз отказался драться с ним, и на замену вышел Фергюсон.
Ровно за сутки организовали бой Нейта Диаза и Тони Фергюсона как главное событие вечера.
Фергюсон проиграл бой удушающим приёмом (гильотина) в четвёртом раунде.
17 мая 2023 было объявлено что 29 июля на UFC 291 Фергюсон встретится с Бобби Грином.
В начале первого раунда бой был на встречных курсах, Тони уронил в нокдаун Грина, но после, Грин ткнул пальцем в глаз Фергюсону, Тони долго восстанавливался, врач хотел оставить бой, но Тони рвался в бой. Со второго раунда, у Фергюсона все вышло из под контроля и он стал слишком часто пропускать и сам наносить меньше ударов. 3 раунд ни чуть не отличался от прошлого, в конце раунда Грин был потрясен от удара Тони, и тот сразу пошёл в клинч, Фергюсона это не устроило и он захотел выбраться, но было видно что не было сил даже на кувырок, Грин будучи оказался сверху на Тони, сразу же замнкнул на шее Тони ручной треугольник, изначально было не видно что удушающий был плотным, но когда Грин перешёл в боковой контроль, Тони начал дёргать ногами что бы не отключиться, буквально за 6 секунд до гонга Фергюсон не сдался и уснул, Грин побеждает технической сдачей (на судейских карточках был счёт 30-26, 30-27, 29-28 в пользу Грина).
16 декабря 2023 на турнире UFC 296 Фергюсон столкнулся с молодым проспектом Пэдди Пимблеттом.
Бой прошёл на равных, но Пэдди всё же оказался сильнее и выиграл бой решением судей (все судьи отдали 30-27), для Тони это стало 7 поражением подряд.
3 Августа 2024 года на турнире UFC Fight Night: Сэндхэген vs. Нурмагомедов Тони встретится с Майклом Кьезой, Тони проиграл бой удушением сзади в первом раунде, тем самым стал обладателем самой длинной серии поражений в истории UFC; Во время интервью, Тони положил одну перчатку в центр октагона заявив, что не может определиться с завершением карьеры, а вторую перчатку взял с собой на память, вскоре выкинул её фанатам на арену.

### Global Fight League
24 января 2025 года стало известно о том, что Тони официально подписал контракт с Global Fight League, тем самым его карьера в UFC закончена.
1 марта 2025 года стало известно, что Тони встретится с Диллоном Денисом который более известен как экс-спарринг партнёр Конора Макгрегора. Известно что бой пройдет в лёгком весе (165 фунтов), вероятнее всего в апреле в городе Лос-Анджелес, но позже организация отменила все свои поединки.

## Титулы и достижения
- Ultimate Fighting Championship
  - Победитель шоу The Ultimate Fighter 13
  - Бывший временный чемпион UFC в лёгком весе (один раз)
  - Обладатель премии «Бой года» (один раз) против Энтони Петтиса
  - Обладатель премии «Бой вечера» (шесть раз) против Эдсона Барбозы, Ландо Ваннаты, Рафаэла Дус Анжуса , Энтони Петтиса, Дональда Серроне, Джастина Гейджи
  - Обладатель премии «Нокаут Вечера» (один раз) против Рамзи Ниджема
  - Обладатель премии «Удушающий приём вечера» (один раз) против Майка Рио
  - Обладатель премии «Выступление вечера» (три раза) против Эдсона Барбозы, Джоша Томсона, Глейсона Тибау
  - Второй по количеству побед удушающим приемом (Д’Арсе) в истории UFC (3) (после Висенте Луке)
  - Самая длинная серия побед в истории лёгкого дивизиона UFC (12) (с Хабибом Нурмагомедовом
  - Имеет самую длинную серий поражений в истории UFC (8)
  - Четвёртый по количеству финишей в истории UFC в легком весе (10)
  - Шестой по значимости нанесенных ударов в истории UFC в легком весе (1221)
  - Седьмой по общему количеству нанесенных ударов в истории UFC в легком весе (1404)
  - Пятый по количеству сабмишенов в истории UFC в легком весе (6)
  - Восьмой по количеству бонусов в истории UFC (10)
  - Девятый по проведению времени в октагоне UFC 4:06:02
  - Десятый по количеству попыток сабмишена в истории UFC (16)
  - Тринадцатый по количеству боёв в истории UFC (21)
  - Десятый по количеству побед в истории UFC лёгкого веса (14)
  - Шестой по количеству сабмишенов в истории UFC лёгкого веса (6)
  - Одиннадцатый по количеству побед в титульных боях UFC в лёгком весе (1)

### UFC.com Awards
- - 3 место: «Новичок года» (2011)
  - 9 место: «Боец года»; 3 место: «Бой года» против Эдсона Барбозы; 5 место: «Сабмишн года» против Эдсона Барбозы (2015)
  - 9 место: «Бой года» против Рафаэла Дус Анжуса  (2016)
  - 5 место: «Бой года» против Энтони Петтиса (2018)
  - 9 место: «Бой года» против Дональда Серроне (2019)
  - 9 место: «Бой года» против Джастина Гейджи (2020)

### PureCombat
- - Чемпион в полусреднем весе (один раз)

### Любительская борьба
- - Национальный чемпион NCWA (2006) NCWA All-American (2006, 2007).
  - Чемпион Северной Центральной конференции (2006, 2007).
  - Чемпион штата IV дивизиона MHSAA (2002).

## Статистика в профессиональном ММА
| Боёв 37  | Побед 26 | Поражений 11 |
| -------- | -------- | ------------ |
| Нокаутом | 13       | 2            |
| Сдачей   | 8        | 4            |
| Решением | 5        | 5            |

| Результат | Рекорд | Соперник         | Способ                                 | Турнир                                              | Дата             | Раунд | Время | Место                          | Примечание |
| --------- | ------ | ---------------- | -------------------------------------- | --------------------------------------------------- | ---------------- | ----- | ----- | ------------------------------ | --- |
| Поражение | 26-11  | Майкл Кьеза      | Сдача (удушение сзади)                 | UFC on ABC: Сэндхэген vs. Нурмагомедов              | 3 августа 2024   | 1     | 3:44  | Абу-Даби, ОАЭ                  | Вернулся в полусредний вес; Потерпел 8-е поражение подряд и побил антирекорд UFC, установленный Би Джей Пенном. |
| Поражение | 26-10  | Пэдди Пимблетт   | Единогласное решение                   | UFC 296                                             | 16 декабря 2023  | 3     | 5:00  | Лас-Вегас, Невада, США         | |
| Поражение | 26-9   | Кинг Грин        | Техническая сдача (ручной треугольник) | UFC 291                                             | 29 июля 2023     | 3     | 4:54  | Солт-Лейк-Сити, Юта, США       | Вернулся в лёгкий вес.                                                                                          |
| Поражение | 26-8   | Нейт Диаз        | Сдача (гильотина)                      | UFC 279                                             | 11 сентября 2022 | 4     | 2:52  | Лас-Вегас, Невада, США         | Бой в полусреднем весе.                                                                                         |
| Поражение | 26-7   | Майкл Чендлер    | KO (фронт кик)                         | UFC 274                                             | 7 мая 2022       | 2     | 0:17  | Финикс, Аризона, США           | |
| Поражение | 26-6   | Бенеил Дариюш    | Единогласное решение                   | UFC 262                                             | 16 мая 2021      | 3     | 5:00  | Хьюстон, Техас                 | |
| Поражение | 26-5   | Чарльз Оливейра  | Единогласное решение                   | UFC 256                                             | 12 декабря 2020  | 3     | 5:00  | Лас-Вегас, Невада              | |
| Поражение | 26-4   | Джастин Гейджи   | TKO (остановка рефери)                 | UFC 249                                             | 9 мая 2020       | 5     | 3:39  | Джексонвилл, Флорида           | Бой за титул временного чемпиона UFC в лёгком весе.«Лучший бой вечера» (6)                                      |
| Победа    | 26-3   | Дональд Серроне  | TKO (остановка врачом)                 | UFC 238                                             | 8 июня 2019      | 2     | 5:00  | Чикаго, США                    | «Лучший бой вечера» (5).                                                                                        |
| Победа    | 25-3   | Энтони Петтис    | TKO (остановка секундантом)            | UFC 229                                             | 6 октября 2018   | 2     | 5:00  | Лас-Вегас, Невада, США         | «Лучший бой вечера» (4), «Бой года» (1).                                                                        |
| Победа    | 24-3   | Кевин Ли         | Сдача (треугольник)                    | UFC 216                                             | 7 октября 2017   | 3     | 4:02  | Лас-Вегас, Невада, США         | Завоевал титул временного чемпиона UFC в лёгком весе.                                                           |
| Победа    | 23-3   | Рафаэл дус Анжус | Единогласное решение                   | The Ultimate Fighter Latin America 3 Finale         | 5 ноября 2016    | 5     | 5:00  | Мехико, Мексика                | «Лучший бой вечера» (3).                                                                                        |
| Победа    | 22-3   | Ландо Ванната    | Сдача (Д’Арс)                          | UFC Fight Night 91                                  | 13 июля 2016     | 2     | 2:33  | Су-Фолс, Южная Дакота, Канада  | «Лучший бой вечера» (2).                                                                                        |
| Победа    | 21-3   | Эдсон Барбоза    | Сдача (Д’Арс)                          | The Ultimate Fighter 22                             | 11 декабря 2015  | 2     | 2:54  | Лас-Вегас, Невада, США         | «Выступление вечера» (3), «Лучший бой вечера» (1).                                                              |
| Победа    | 20-3   | Джош Томсон      | Единогласное решение                   | UFC Fight Night 71                                  | 15 июля 2015     | 3     | 5:00  | Сан-Диего, Калифорния, США     | «Выступление вечера» (2).                                                                                       |
| Победа    | 19-3   | Глейсон Тибау    | Сдача (удушение сзади)                 | UFC 184                                             | 28 февраля 2015  | 1     | 2:37  | Лос-Анджелес, Калифорния, США  | «Выступление вечера» (1).                                                                                       |
| Победа    | 18-3   | Абель Трухильо   | Сдача (удушение сзади)                 | UFC 181                                             | 6 декабря 2014   | 2     | 4:19  | Лас-Вегас, Невада, США         | |
| Победа    | 17-3   | Дэнни Кастильо   | Раздельное решение                     | UFC 177                                             | 30 августа 2014  | 3     | 5:00  | Сакраменто, Калифорния, США    | |
| Победа    | 16-3   | Кацунори Кикуно  | KO (удар)                              | UFC 173                                             | 24 мая 2014      | 1     | 4:06  | Лас-Вегас, Невада, США         | |
| Победа    | 15-3   | Майк Рио         | Сдача (Д’Арс)                          | UFC 166                                             | 19 октября 2013  | 1     | 1:52  | Хьюстон, Техас, США            | «Удушающий приём вечера» (1).                                                                                   |
| Поражение | 14-3   | Майкл Джонсон    | Единогласное решение                   | UFC on Fox 3                                        | 5 мая 2012       | 3     | 5:00  | Ист-Ратерфорд, Нью-Джерси, США | |
| Победа    | 14-2   | Ив Эдвардс       | Единогласное решение                   | The Ultimate Fighter 14                             | 3 декабря 2011   | 3     | 5:00  | Лас-Вегас, Невада, США         | |
| Победа    | 13-2   | Аарон Райли      | TKO (остановка врачом)                 | UFC 135                                             | 24 сентября 2011 | 1     | 5:00  | Денвер, Колорадо, США          | Вернулся в лёгкий вес.                                                                                          |
| Победа    | 12-2   | Рамзи Ниджем     | KO (удар)                              | The Ultimate Fighter 13 Finale                      | 4 июня 2011      | 1     | 3:54  | Лас-Вегас, Невада, США         | Выиграл финал The Ultimate Fighter 13 в полусреднем весе, «Нокаут вечера» (1).                                  |
| Победа    | 11-2   | Чак О’Нилл       | TKO (удары)                            | The Ultimate Fighter 13                             | 1 марта 2011     | 3     | 3:10  | Лас-Вегас, Невада, США         | Полуфильньный поединок в полусреднем весе.                                                                      |
| Победа    | 10-2   | Брок Джардин     | TKO (удары)                            | PureCombat 12: Champions for Children               | 25 сентября 2010 | 4     | 2:35  | Кловис, Калифорния, США        | Завоевал вакантный титул чемпиона PureCombat в полусреднем весе.                                                |
| Победа    | 9-2    | Дэвид Гарднер    | TKO (удары)                            | CA Fight Syndicate: Battle of the 805               | 26 марта 2010    | 2     | 0:27  | Вентура, Калифорния, США       | Промежуточный вес (до 71,6 кг).                                                                                 |
| Победа    | 8-2    | Крис Кеннеди     | TKO (остановка врачом)                 | National Fight Alliance MMA: Resurrection           | 18 декабря 2009  | 1     | 2:29  | Вентура, Калифорния, США       | |
| Поражение | 7-2    | Джейми Тони      | Техническая сдача (треугольник)        | National Fight Alliance MMA: MMA at the Hyatt 3     | 16 октября 2009  | 1     | 2:15  | Калифорния, США                | |
| Победа    | 7-1    | Джеймс Фэншир    | Единогласное решение                   | Rebel Fighter                                       | 17 июля 2009     | 3     | 5:00  | Пласервилл, Калифорния, США    | |
| Победа    | 6-1    | Девин Бенджамин  | TKO (удары)                            | National Fight Alliance MMA: MMA at the Hyatt II    | 28 мая 2009      | 1     | 0:51  | Калифорния, США                | |
| Победа    | 5-1    | Даниэл Эрнандес  | TKO (удары)                            | National Fight Alliance MMA: Riot at the Hyatt      | 5 марта 2009     | 1     | 2:22  | Калифорния, США                | Вернулся в полусредний вес.                                                                                     |
| Поражение | 4-1    | Карен Дарабедян  | Единогласное решение                   | All Star Boxing: Caged in the Cannon                | 6 февраля 2009   | 3     | 3:00  | Монтебелло, Калифорния, США    | Дебют в лёгком весе.                                                                                            |
| Победа    | 4-0    | Фрэнк Парк       | Сдача (болевой приём)                  | Long Beach Fight Night 3                            | 4 января 2009    | 1     | 2:43  | Лонг-Бич, Калифорния, США      | |
| Победа    | 3-0    | Джо Шиллинг      | Сдача (Д’Арс)                          | Total Fighting Alliance 12                          | 13 сентября 2008 | 2     | 2:12  | Лонг-Бич, Калифорния, США      | |
| Победа    | 2-0    | Брэндон Адамс    | TKO (удары)                            | Total Fighting Alliance 11: Pounding at the Pyramid | 12 июля 2008     | 2     | 2:18  | Лонг-Бич, Калифорния, США      | |
| Победа    | 1-0    | Стив Авэлос      | TKO (удары)                            | California Xtreme Fighting: Anarchy at the Arena    | 12 апреля 2008   | 2     | 1:25  | Нагорье, Калифорния, США       | Дебют в полусреднем весе.                                                                                       |

### The Ultimate Fighter 13
| Боёв 2   | Побед 2 | Поражений 0 |
| -------- | ------- | ----------- |
| Нокаутом | 2       | 0           |
| Сдачей   | 0       | 0           |
| Решением | 0       | 0           |

| Результат | Рекорд | Соперник            | Способ      | Турнир                  | Дата            | Раунд | Время | Место                  | Примечание                                     |
| --------- | ------ | ------------------- | ----------- | ----------------------- | --------------- | ----- | ----- | ---------------------- | ---------------------------------------------- |
| Победа    | 2-0    | Райан Макджилливрей | TKO (удары) | The Ultimate Fighter 13 | 23 февраля 2011 | 1     | 0:44  | Лас-Вегас, Невада, США | Четвертьфинальный поединок в полусреднем весе. |
| Победа    | 1-0    | Джастин Эдвардс     | KO (удар)   | The Ultimate Fighter 13 | 12 февраля 2011 | 1     | 3:57  | Лас-Вегас, Невада, США | Предварительный поединок в полусреднем весе.   |

## Пей-пер-вью
| №       | Сражавшиеся         | Дата             | Место                          | Город                     | Сборы        |
| ------- | ------------------- | ---------------- | ------------------------------ | ------------------------- | ------------ |
| UFC 216 | Фергюсон vs. Ли     | 7 октября 2017   | T-Mobile Arena                 | Лас-Вегас, Невада, США    | 200 000      |
| UFC 249 | Фергюсон vs. Гейджи | 9 мая 2020       | VyStar Veterans Memorial Arena | Джэксонвилл, Флорида, США | 700 000      |
| UFC 279 | Диас vs. Фергюсон   | 10 сентября 2022 | T-Mobile Arena                 | Лас-Вегас, Невада, США    | Не объявлено |

|}

## Бокс
30 августа 2025 года Фергюсон дебютирует в со-главном событие MF & DAZN X Series 22: Ring of Thrones за временный титул чемпиона MFB в категории до 74,8 кг (средний вес). Его соперником станет филиппинец Натаниэль «Сальт Папи» Бустаманте. Бой пройдет в городе Манчестер, Англия на арене AO Arena.
В таблице перечислены результаты всех поединков боксёров.
В каждой строке указан результат поединка. Дополнительно номер поединка обозначен цветом, который обозначает итог поединка. Расшифровка обозначений и цветов представлена в нижеследующей таблице.
| Пример | Расшифровка                     |
| ------ | ------------------------------- |
|        | Победа                          |
|        | Ничья                           |
|        | Поражение                       |
|        | Планируемый поединок            |
|        | Поединок признан несостоявшимся |
| КО     | Нокаут                          |
| ТКО    | Технический нокаут              |
| PTS    | Решение судей (по очкам)        |
| UD     | Единогласное решение судей      |
| MD     | Решение большинства судей       |
| SD     | Раздельное решение судей        |
| RTD    | Отказ от продолжения боя        |
| DQ     | Дисквалификация                 |
| NC     | Поединок признан несостоявшимся |

| 1 поединок, 0 побед (0 нокаутом), 0 поражений, 0 ничья | 1 поединок, 0 побед (0 нокаутом), 0 поражений, 0 ничья | 1 поединок, 0 побед (0 нокаутом), 0 поражений, 0 ничья | 1 поединок, 0 побед (0 нокаутом), 0 поражений, 0 ничья | 1 поединок, 0 побед (0 нокаутом), 0 поражений, 0 ничья | 1 поединок, 0 побед (0 нокаутом), 0 поражений, 0 ничья | 1 поединок, 0 побед (0 нокаутом), 0 поражений, 0 ничья | 1 поединок, 0 побед (0 нокаутом), 0 поражений, 0 ничья |
| --- | ------------------------------------------------------ | ------------------------------------------------------ | ------------------------------------------------------ | ------------------------------------------------------ | ------------------------------------------------------ | ------------------------------------------------------ | ------------------------------------------------------ |
| \| Бой \| Рекорд \| Дата \| Соперник \| Место боя \| Результат \| Комментарии \| \| --------- \| ------ \| --------------- \| ----------------------------------------- \| --------------------------- \| --------- \| --------------------------------------------------- \| \| Ожидается \| 0-0 \| 30 августа 2025 \| Натаниэль «Сальт Папи» Бустаманте (6-2-0) \| AO Arena, Манчестер, Англия \| \| Бой за титул временного чемпиона MFB в среднем весе \| |                                                        |                                                        |                                                        |                                                        |                                                        |                                                        |                                                        |
| Бой | Рекорд                                                 | Дата                                                   | Соперник                                               | Место боя                                              | Результат                                              | Комментарии                                            |                                                        |
| Ожидается | 0-0                                                    | 30 августа 2025                                        | Натаниэль «Сальт Папи» Бустаманте (6-2-0)              | AO Arena, Манчестер, Англия                            |                                                        | Бой за титул временного чемпиона MFB в среднем весе    |                                                        |